# An allem sind die Juden schuld

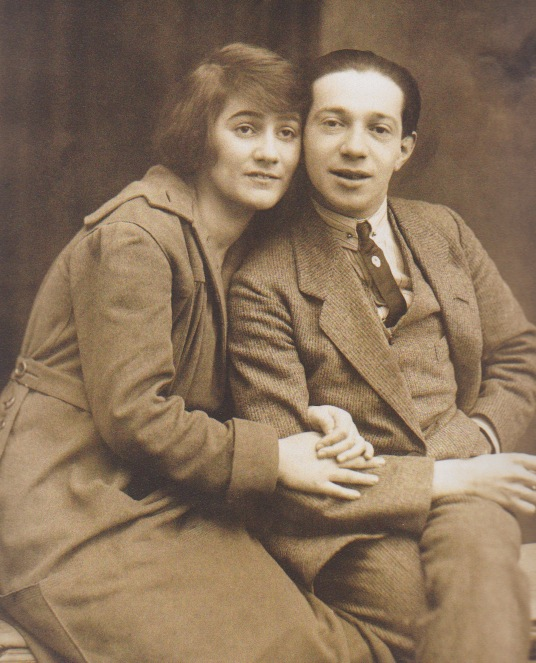
Hollaender con Blandine Ebinger entre 1919 y 1926.

An allem sind die Juden schuld («Los judíos tienen la culpa de todo») es una canción (chanson) político-satírica del compositor Friedrich Hollaender del año 1931.
La canción fue estrenada en septiembre de 1931 como parte de la revista Spuk in der Villa Stern («Fantasmas en la villa Stern») en el cabaré berlinés de Hollaender Tingel-Tangel-Theater. La letra está dirigida contra la imagen antisemita del judío, que considera que «el judío está detrás de toda la maldad de este mundo». Este punto de vista es llevado al ridículo a través de la exageración, llevando los típicos argumentos antisemitas ad absurdum. La práctica antisemita de echar las culpas a «los judíos» sin dar razones o justificándolo con argumentos imposibles de probar es llevada al extremo por el estribillo. «Demuestra», en una argumentación tautológica, que los judíos tienen la «culpa» con el argumento de que «pues son culpables».

## La revista
Hollaender, a principios de la década de 1930, no pertenecía a aquellos que trataban banalidades políticas. En la revista satírica Spuk in der Villa Stern («Fantasmas en la villa Stern»), de la que procede la canción, aparecía el Fantasma en persona y cantaba:

Huhu! Du Du! Ich bin der kleine Hitler und beiße plötzlich zu! Ihr alle werdet in den bösen Sack gesteckt! Huhu! Hihi! Haha? Wauwau! – Kein Aas hat sich erschreckt!
¡Huhu! ¡Tú, tú! ¡Soy un pequeño Hitler y de repente muerdo! ¡Os meteré a todos en el malvado saco! ¡Huhu! ¡Hihi! ¿Haha? ¡Guauguau! – ¡Ni el apuntador se ha asustado!

También aparecía Münchhausen, que mentía más que hablaba, y al final también es desenmascarado:

Lüge, Lüge, Lüge, Lüge, Lüge, alles was der Mann geseh'n, aber er erzählt so schön!
Mentira, mentira, mentira, mentira, mentira, todo lo que el hombre ha visto, ¡pero lo cuenta tan bien!

## Estructura y técnica satírica
El estribillo dice:

An allem sind die Juden schuld!

Die Juden sind an allem schuld!

Wieso, warum sind sie dran schuld?

Kind, das verstehst du nicht, sie sind dran schuld.

Und Sie mich auch! Sie sind dran schuld!

Die Juden sind, sie sind und sind dran schuld!

Und glaubst du’s nicht, sind sie dran schuld,

an allem, allem sind die Juden schuld!

Ach so!
¡De todo tienen la culpa los judíos!

¡Los judíos tienen la culpa de todo!

¿Cómo, por qué tienen la culpa?

Niña, no lo entiendes, tienen la culpa.

¡Que le den! ¡Tienen la culpa!

¡Los judíos tienen, ellos tienen y tienen la culpa!

Y si no lo crees, ellos tienen la culpa

¡De todo, todo tienen la culpa los judíos!

¡Ah, ya!

Las estrofas continúan en acusaciones antisemitas cortas, exageradas y en staccato contra «el juderío», como por ejemplo su responsabilidad por las «catástrofes mundiales» como la Primera Guerra Mundial, la Revolución rusa de 1917 o la crisis económica de la posguerra: es decir, procesos políticos y económicos que sólo de forma muy limitada pueden estar controladas por individuos. Otras acusaciones son tan ridículas que no se pueden tomar en serio, como que los judíos son culpables de que la Garbo tenga una caries, de que la nieve sea «terriblemente blanca y además fría», que el fuego sea caliente, que los árboles estén en el bosque o que una cebolla no sea una rosa.
La canción es una de la escasa docena de canciones alemanas que se editaron entre 1900 a 1936 que menciona la homosexualidad. Una de las estrofas acusa a los judíos de ser los culpables de que el príncipe de Gales sea homosexual. Es muy probable que Hollaender hiciese referencia a Eduardo VIII del Reino Unido, del que era conocida su homosexualidad, tal como demuestra una encuesta que se hizo en la revista gay Freundschaftblatt en marzo de 1926.
Aparte de la crítica evidente contra el antisemitismo, en su composición y publicación tuvieron un papel importante los motivos contemporáneos, críticas al ascenso del partido nazi antisemita, que se había convertido en las elecciones del año anterior de ser un minúsculo partidillo en la segunda fuerza del parlamento.
Mientras que Hollaender compuso él mismo la letra de la canción, para la melodía tomó la «Habanera» de la ópera de Georges Bizet Carmen. La cantante Annemarie Hase, de origen judío, la interpretó también con un aire «español». Aunque el texto no tiene ninguna relación con el de Bizet, la conexión con el texto original debía hacerse con la melodía. En la época de la creación de la chanson, las óperas alemanas solían cantarse en su forma traducida. Mientras que en el original de Bizet se cantaba que «El amor proviene de los gitanos», la parodia es una inversión grotesca, que afirma que todo lo malo proviene de los judíos.
El teórico musical Dietmar Klenke señaló la canción de Hollaender como ejemplo del mecanismo de la «proyección del chivo expiatorio» y afirma, hablando sobre la efectividad de la sátira de Hollaender, que: «Los contemporáneos relacionaban durante la época de Weimar con la melodía [de acuerdo con la trama de Carmen de Bizet] el mundo de los gitanos, aquí una joven gitana que se expresa de forma amoral sobre el escurridizo tema de la sexualidad. [...] Al poner el compositor la canción en boca de un nazi, lo ridiculizaba a los ojos de los contemporáneos cultos. La melodía inapropiada debía ayudar a descubrir el punto de vista nazi como inmaduro.» Añade que la «agudeza provocativa» de la canción es comprensible «si se tiene en cuenta el ambiente de confrontación y enemistad» entre los frentes durante la Gran Depresión.

### Mención de nombres conocidos
En la canción, además de cosas diarias, se mencionan a personas famosas en el momento:
- Ob der Prinz of Wales schwul («Si el príncipe de Gales es gay») – ya se ha mencionado más arriba.

[…]
- Ob der Dietrich dich versteuert («Si el Dietrich te pone impuestos») – se refiere a Hermann Dietrich, ministro de economía alemán de 1930 a 1932.
- Ob die Dietrich Kopf bis Fuß («Si la Dietrich de los pies a la cabeza») – se refiere a Marlene Dietrich y su éxito «Ich bin von Kopf bis Fuß auf Liebe eingestellt» («Estoy preparada para el amor de la cabeza a los pies»), también compuesta por Hollaender, procedente de la película El ángel azul (1930).
- Ob Okasa sich verteuert («Si el Okasa sube de precio») – «Okasa» era un preparado regenerativo para el hombre, que contenía, entre otros ingredientes, testículos.
- Ob 'ne Jungfrau sagt, ich tu's («Si una virgen dice, lo hago») – es una referencia a la línea anterior.
- Ob es kriselt bei der Danat («Si hay crisis en el Danat») – el Danat-Bank era en la época el segundo mayor banco de Alemania. Tras el comienzo de rumores el 17 de junio, el 13 de julio se declaró en bancarrota. Su ruina generó la desconfianza de los clientes en el sistema de bancos y provocó una ola de retirada de fondos que a su vez llevó a la Crisis bancaria alemana de 1931.

[…]
- Ob die Garbo 'n hohlen Zahn hat («Si la Garbo tiene una caries») – Greta Garbo.

[…]
- Daß der Heine gar nicht übel («Que Heine no es tan malo») – probablemente se refiere a Albert Heine.
- Und der Einstein ganz begabt («Que el Einstein tiene mucho talento») – Albert Einstein.

Después de cada una de estas frases venía un «¡De todo tienen la culpa los judíos!»

## Crítica
El Central-Verein deutscher Staatsbürger jüdischen Glaubens («Comité central de los ciudadanos alemanes de creencia judía») elevó una protesta a Hollaender poco después del estreno: «es un ejemplo de escuela de desconocimiento y deformación [...], que no es distinta de la agitación antisemita» y calificó la canción como «asquerosa y repugnante».
Una recensión del periódico de carácter católico Germania juzgó: «La revista fue escrita para un público judío, que se cree obligado a expresar sus emociones y sus complejos contra el medio en el que está obligado a vivir y que se desahoga de una forma que podría convertir a un goy sin prejuicios, en uno ligeramente antisemita.»
La revista de Hollaender resultó tener mucho éxito a pesar de estas críticas. En noviembre de 1931 se representó por 100.ª vez. La revista Film-Kurier afirmaba que «Hollaender sigue siendo el Federico el Grande en este tipo de cabaré.»
Mientras que el resto de la revista se olvidó enseguida, An allem sind die Juden schuld demostró ser una canción popular duradera. Tras Annemarie Hase, la canción fue interpretada por otras artistas famosas, como Marlene Dietrich, Katja Ebstein, Irmhild Wagner y Bernd Stephan. En la televisión se ha empleado como música de fondo en una escena de la biografía filmada Hitler - Der Aufstieg des Bösen («Hitler - El ascenso de la maldad»).

## Ediciones
Gracias al éxito de la revista, Electrola realizó una grabación con la intérprete original Annemarie Hase y realizó algunas impresiones de prueba. A pesar de que el disco nunca llegó a distribuirse, se han conservado algunos ejemplares y la grabación ha sido publicada en formato CD. Una posible razón de la no publicación pudo haber sido la crisis económica, ya que las compañías discográficas tuvieron que reducir su producción debido a la falta de demanda.
Una edición de la letra y las notas de la canción se encuentra en el libro: Walter Rösler: Das Chanson im deutschen Kabarett 1901–1933. Henschelverlag, Berlín 1980, en las páginas 295–296.